# Multimilliomos
A Multimilliomos egy magyar kvízműsor, ami a TV2-n volt látható 2000 és 2005 között. Az első évadban a műsor elhagyta a Multimilliomos nevet, és az alcím, a Most vagy soha! lépett elő a show főcímévé, mivel az eredeti cím túlzottan hasonlított az RTL Klubon futó konkurens Legyen Ön is milliomos!-ra. A későbbi évadokban visszatértek a Multimilliomos címhez. A játékvezető Jakupcsek Gabriella volt. Eredetije az ausztrál It's Your Chance of a Lifetime műsor volt.

## Játékszabályok

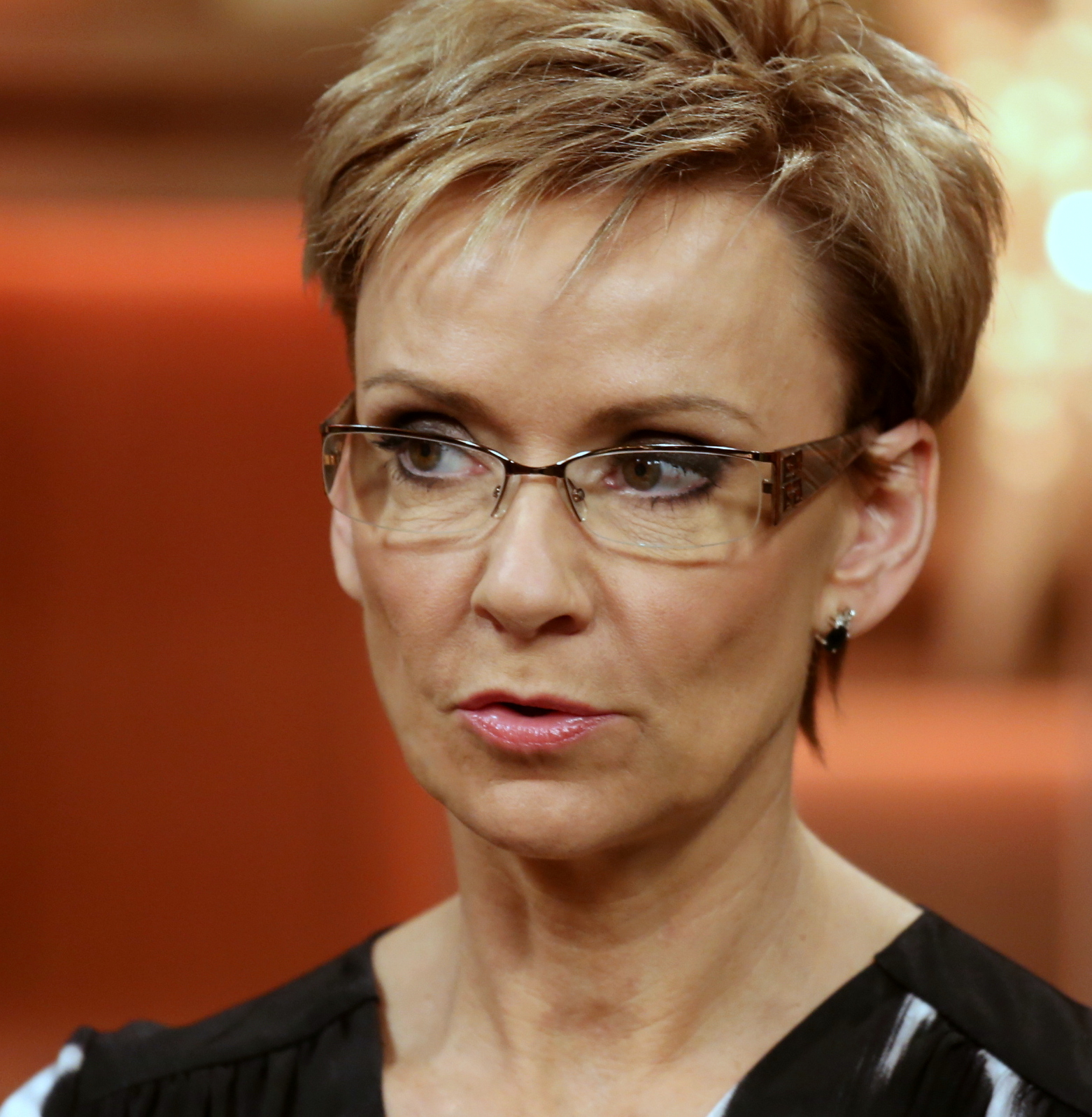
A műsorvezető, Jakupcsek Gabriella

A 2000 nyarán induló műsor első adásaiban még nem voltak válaszlehetőségek, be kellett mondani a választ a kérdésre. Ez később megváltozott. A legelső kérdésnél nincsenek válaszlehetőségek, hanem egy banális kérdésre kell válaszolnia a játékosnak. A játékos mindig hoz magával (általában) egy közüzemi számlát (pl. villany, telefon, gáz stb.), és az ennek megfelelő érték az első kérdéssel megnyerhető összeg, ami garantált is, így tehát a játékos biztosan nem távozik üres kézzel. Ilyenkor a műsorvezető egy kis iratmegsemmisítőbe rakja a számlákat, jelezvén, hogy ez már nem terheli többet a játékost. A következő kérdésnél már megjelenik két válaszlehetőség és 200 000 Ft-ot lehet nyerni vele. A továbbiakban minden egyes kérdésnél egy újabb alternatíva csatlakozik a válaszokhoz, az utolsó (10.) kérdésnél már 10 válaszlehetőségből kell választani.
A harmadik körtől kezdve a játékos maga szabja meg, hogy a nyert összegből mennyit kockáztat. Rossz válasz esetén a félretett összeget viheti haza. A feltett összegek jó válasz esetén duplázódnak. Így ha a játékos mindvégig dupláz, akkor a játék végére 33 millió Ft-ot nyerhet.
A játékosnak mindig megmutatják, hogy milyen témakörből fogja kapni a soron következő kérdést (lehet az történelem, földrajz, tudomány, film, szórakozás, irodalom, művészet, zene stb.). Ekkor dönthet: vagy tovább játszik, vagy kiszáll. Ha folytatja a játékot, a kérdés megjelenése után már nem visszakozhat.
A játékosnak joga van a játék során egyszer lecserélni az adott témakört egy saját maga által választottra. Ha vesztett, akkor az addig megszerzett nyereményéből levonták a tétet, ebből született meg a nyeremény.

## Későbbi változatok
Később a játék díszlete és szabályai is többször megváltoztak. Kibővítették a kérdéseket, így később már 12 kérdésre kellett válaszolni, a megnyerhető főnyeremény pedig 51 200 000 Ft-ra nőtt. A Multimilliomosban a játékosnak a válaszok megadására összesen 15 perc állt a rendelkezésre, amelyet a mellette ketyegő óra jelzett. A műsor 2002 tavasza és 2004 nyara között szünetelt. Az utolsó adást (Multimilliomos címmel) 2005. október 11-én sugározták, majd végleg lekerült a műsorról.

## Sikerek
Több néző is nagyobb összeget vihetett el jó játékuknak köszönhetően. A rekordot Paróczai Csaba érte el a 2001. május 7-i adásban, amikor 27 400 000 Ft-ot vitt haza. Ezt senkinek sem sikerült felülmúlnia, csak megközelítenie.